# Break dance ai Giochi della XXXIII Olimpiade - Gara maschile
La gara maschile di Break dance ai Giochi della XXXIII Olimpiade di Parigi, ufficialmente Breaking B-Boys, si è svolta presso Place de la Concorde il 10 agosto 2024.
La competizione è stata vinta dal canadese Philip Kim, con il francese Danis Civil che ha ottenuto la medaglia d'argento e lo statunitense Victor Montalvo che ha concluso con il bronzo.

## Programma
| Data           | Ora (UTC+2) | Turno                |
| -------------- | ----------- | -------------------- |
| 10 agosto 2024 | 16:00       | Qualificazioni       |
| 10 agosto 2024 | 20:00       | Quarti               |
| 10 agosto 2024 | 20:47       | Semifinale           |
| 10 agosto 2024 | 21:19       | Finale per il bronzo |
| 10 agosto 2024 | 21:29       | Finale per l'oro     |

Fonte:

## Teste di serie
Di seguito sono elencati gli atleti per ordine di teste di serie. Tra parentesi sono indicati i nomi d'arte dei singoli. L'ordine delle teste di serie è basato sul ranking mondiale del WDSF al 1º gennaio 2024.
  1.    Shigeyuki Nakarai (Shigekix)
  2.    Philip Kim (Phil Wizard)
  3.    Jeffrey Louis (Jeffro)
  4.    Amir Zakirov (Amir)
  5.    Menno van Gorp (Menno)
  6.    Gaetan Alin (Lagaet)
  7.    Danis Civil (Dany Dann)
  8.    Victor Montalvo (Victor)
  9.    Hiroto Ono (Hiro10)
10.    Oleg Kuznietsov (Kuzya)
11.    Lee-Lou Demierre (Lee)
12.    Bilal Mallakh (Billy)
13.    Sun Chen (Quake)
14.    Kim Hong-Yul (Hongten)
15.    Jeffrey Dunne (J Attack)
16.    Qi Xiangyu (Lithe-ing)

## Risultati

### Fase a gruppi

#### Gruppo A
| Pos. | Breaker (ranking)     | Nickname  | Nazionalità | Round | Voti | Note |
| ---- | --------------------- | --------- | ----------- | ----- | ---- | ---- |
| 1    | Victor Montalvo (8)   | Victor    | Stati Uniti | 5     | 35   | Q    |
| 2    | Shigeyuki Nakarai (1) | Shigekix  | Giappone    | 4     | 38   | Q    |
| 3    | Qi Xiangyu (16)       | Lithe-ing | Cina        | 3     | 27   |      |
| 4    | Hiroto Ono (9)        | Hiro10    | Giappone    | 0     | 8    |      |

#### Gruppo B
| Pos. | Breaker (ranking)    | Nickname    | Nazionalità | Round | Voti | Note |
| ---- | -------------------- | ----------- | ----------- | ----- | ---- | ---- |
| 1    | Philip Kim (2)       | Phil Wizard | Canada      | 5     | 40   | Q    |
| 2    | Danis Civil (7)      | Dany Dann   | Francia     | 4     | 37   | Q    |
| 3    | Oleg Kuznietsov (10) | Kuzya       | Ucraina     | 3     | 29   |      |
| 4    | Jeffrey Dunne (15)   | J Attack    | Australia   | 0     | 2    |      |

#### Gruppo C
| Pos. | Breaker (ranking)     | Nickname | Nazionalità   | Round | Voti | Note |
| ---- | --------------------- | -------- | ------------- | ----- | ---- | ---- |
| 1    | Jeffrey Louis (3)     | Jeffro   | Stati Uniti   | 5     | 37   | Q    |
| 2    | Lee-Lou Demierre (11) | Lee      | Paesi Bassi   | 4     | 29   | Q    |
| 3    | Kim Hong-Yul (14)     | Hongten  | Corea del Sud | 2     | 27   |      |
| 4    | Gaetan Alin (6)       | Lagaet   | Francia       | 1     | 15   |      |

#### Gruppo D
| Pos. | Breaker (ranking)  | Nickname | Nazionalità   | Round | Voti | Note |
| ---- | ------------------ | -------- | ------------- | ----- | ---- | ---- |
| 1    | Menno van Gorp (5) | Menno    | Paesi Bassi   | 6     | 49   | Q    |
| 2    | Amir Zakirov (4)   | Amir     | Kazakistan    | 4     | 29   | Q    |
| 3    | Sun Chen (13)      | Quake    | Taipei cinese | 2     | 26   |      |
| 4    | Bilal Mallakh (12) | Billy    | Marocco       | 0     | 4    |      |

### Fase finale
|  | Quarti di finale | Quarti di finale | Quarti di finale |             |           | Semifinale | Semifinale | Semifinale |        |                           | Finale medaglia d'oro     | Finale medaglia d'oro     | Finale medaglia d'oro |  |
|  |                  |                  |                  |             |           |            |            |            |        |                           |                           |                           |                       |  |
|  | Dany Dann        | Dany Dann        | 2 (14)           |             |           |            |            |            |        |                           |                           |                           |                       |  |
|  | Dany Dann        | Dany Dann        | 2 (14)           |             |           |            |            |            |        |                           |                           |                           |                       |  |
|  | Jeffro           | Jeffro           | 1 (13)           |             |           |            |            |            |        |                           |                           |                           |                       |  |
|  | Jeffro           | Jeffro           | 1 (13)           |             | Dany Dann | Dany Dann  | 2 (15)     |            |        |                           |                           |                           |                       |  |
|  |                  |                  |                  |             | Dany Dann | Dany Dann  | 2 (15)     |            |        |                           |                           |                           |                       |  |
|  |                  |                  | Victor           | Victor      | 1 (12)    |            |            |            |        |                           |                           |                           |                       |  |
|  | Victor           | Victor           | Victor           | Victor      | 1 (12)    | 3 (24)     |            |            |        |                           |                           |                           |                       |  |
|  | Victor           | Victor           |                  |             |           |            |            |            |        |                           |                           |                           |                       |  |
|  | Amir             | Amir             | 0 (3)            |             |           |            |            |            |        |                           |                           |                           |                       |  |
|  | Amir             | Amir             | 0 (3)            |             | Dany Dann | Dany Dann  | 0 (4)      |            |        |                           |                           |                           |                       |  |
|  |                  |                  |                  |             |           |            |            |            |        |                           |                           |                           |                       |  |
|  |                  |                  | Phil Wizard      | Phil Wizard | 3 (23)    |            |            |            |        |                           |                           |                           |                       |  |
|  | Shigekix         | Shigekix         | Phil Wizard      | Phil Wizard | 3 (23)    | 3 (22)     |            |            |        |                           |                           |                           |                       |  |
|  | Shigekix         | Shigekix         |                  |             |           | 3 (22)     |            |            |        |                           |                           |                           |                       |  |
|  | Menno            | Menno            | 0 (5)            |             |           |            |            |            |        |                           |                           |                           |                       |  |
|  | Menno            | Menno            | 0 (5)            |             | Shigekix  | Shigekix   | 0 (10)     |            |        | Finale medaglia di bronzo | Finale medaglia di bronzo | Finale medaglia di bronzo |                       |  |
|  |                  |                  |                  |             | Shigekix  | Shigekix   | 0 (10)     |            |        |                           |                           |                           |                       |  |
|  |                  |                  | Phil Wizard      | Phil Wizard | 3 (17)    |            |            |            |        |                           |                           |                           |                       |  |
|  | Lee              | Lee              | Phil Wizard      | Phil Wizard | 3 (17)    | 0 (8)      |            |            | Victor | Victor                    | 3 (20)                    |                           |                       |  |
|  | Lee              | Lee              |                  |             |           |            |            |            | Victor | Victor                    | 3 (20)                    |                           |                       |  |
|  | Phil Wizard      | Phil Wizard      | 3 (19)           |             |           | Shigekix   | Shigekix   | 0 (7)      |        |                           |                           |                           |                       |  |

## Classifica finale
| Pos.    | Atleta            | Nickname    | Nazionalità   |
| ------- | ----------------- | ----------- | ------------- |
| Oro     | Philip Kim        | Phil Wizard | Canada        |
| Argento | Danis Civil       | Dany Dann   | Francia       |
| Bronzo  | Victor Montalvo   | Victor      | Stati Uniti   |
| 4       | Shigeyuki Nakarai | Shigekix    | Giappone      |
| 5       | Jeffrey Louis     | Jeffro      | Stati Uniti   |
| 6       | Lee-Lou Demierre  | Lee         | Paesi Bassi   |
| 7       | Menno van Gorp    | Menno       | Paesi Bassi   |
| 8       | Amir Zakirov      | Amir        | Kazakistan    |
| 9       | Oleg Kuznietsov   | Kuzya       | Ucraina       |
| 10      | Qi Xiangyu        | Lithe-ing   | Cina          |
| 11      | Kim Hong-Yul      | Hongten     | Corea del Sud |
| 12      | Sun Chen          | Quake       | Taipei cinese |
| 13      | Gaetan Alin       | Lagaet      | Francia       |
| 14      | Hiroto Ono        | Hiro10      | Giappone      |
| 15      | Bilal Mallakh     | Billy       | Marocco       |
| 16      | Jeffrey Dunne     | J Attack    | Australia     |